# Centre Botín
Le Centre Botín, connu aussi sous le nom de Centre Botín des Arts et de la culture est le nom de l'installation culturelle située à Santander (Cantabrie) en Espagne. Il est destiné à être un centre de référence en Espagne et à faire partie du circuit international des centres d'art de premier plan.

## Historique
Le projet est soutenu par la Fondation Marcelino Botín, créée en 1964 par Marcelino Botín, présidée ensuite par Emilio Botín, président de la Banque Santander jusqu'à son décès en 2014. Le centre est inauguré le 23 juin 2017.

## Description
Le projet est l'œuvre de l'architecte italien Renzo Piano, récompensé par le prix Pritzker. Cette réalisation est une première en Espagne pour cet architecte.
Le bâtiment est la réunion de deux édifices de différentes grandeurs appuyés sur des colonnes et suspendus en partie au-dessus de la mer Cantabrique. Les deux bâtiments sont unis par une passerelle qui vole au-dessus de la mer. À l'ouest, l'édifice est consacré à l'art avec des salles d'expositions de 2 500 m2, sur deux étages différenciés avec au rez-de-chaussée une zone commerciale et de restauration. À l'est, le bâtiment, plus petit, est consacré à des activités éducatives avec une grande terrasse avec vue sur la baie de Santander et une place couverte au rez-de-chaussée de 950 m2. Ce second bâtiment présente un auditoire circulaire destiné à accueillir de multiples activités et un espace multifonctionnel. La façade maritime est couverte de 280 000 pièces en céramique à l’image d’une «peau» aux effets «vibrants». L’idée est que ces plaques réverbèrent la lumière du nord sur les vagues et créent des iridescences sur le bâtiment.
Selon Emilio Botín, le coût de l'installation se chiffre autour de 77 millions d'euros. La Fondation a prévu un budget annuel de plus de 12 millions d'euros pour le maintien et le développement des activités dans le Centre.

## Localisation
Il donne sur la mer, le long de la baie de Santander, à l'ouest du musée maritime et du port, en lieu et place d'un ancien terminal de ferries. Il est relié à la ville par un grand parc public d’environ 48 000 m2 allant jusqu’à la mer et en-dessous duquel est construit un tunnel afin d’éliminer tout obstacle lié au trafic. Ce parc double la surface des Jardins de Pereda.